# 조선민주주의인민공화국의 농업

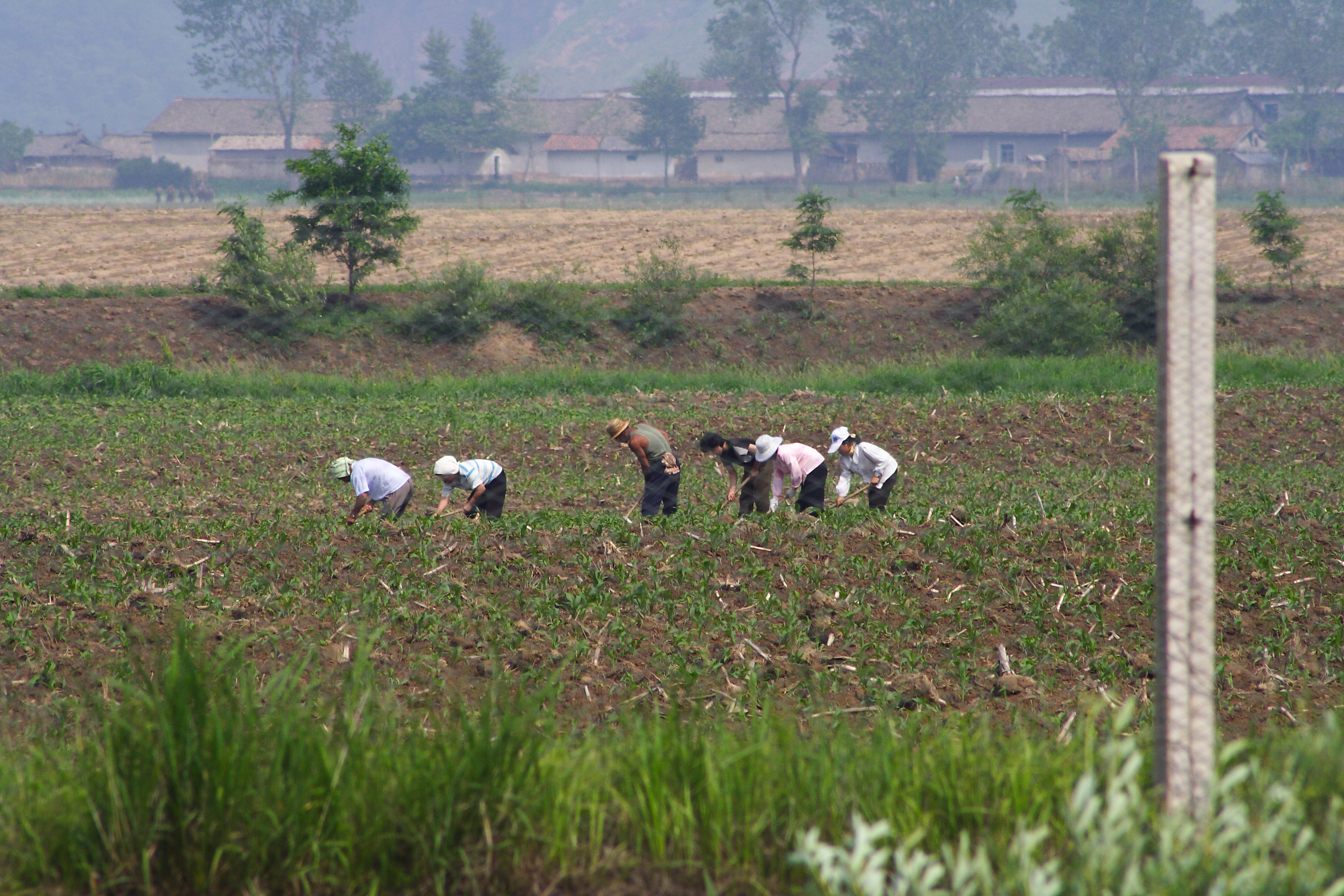
들판에 있는 조선 농부들.

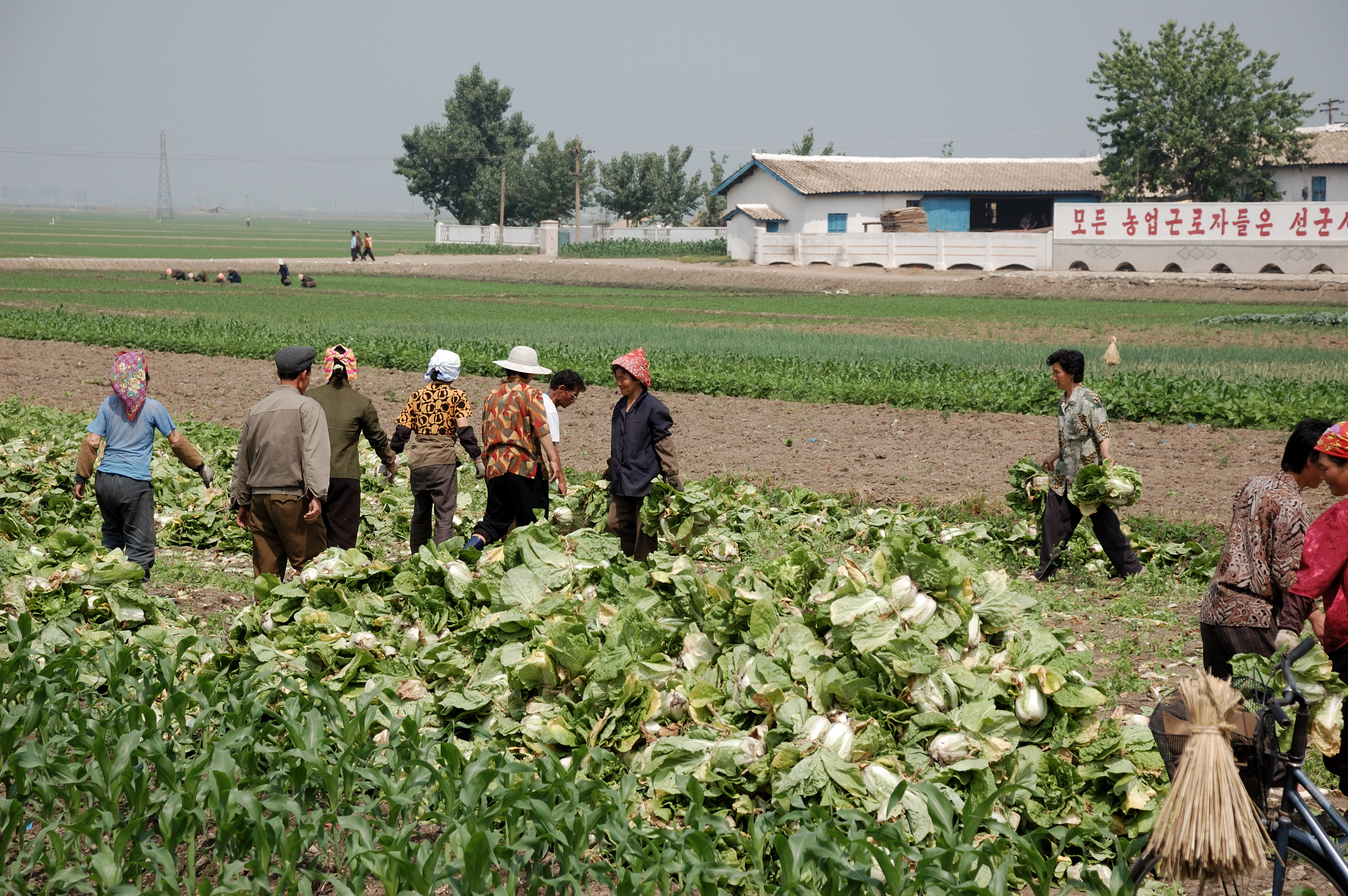
2008년. 조선 농장

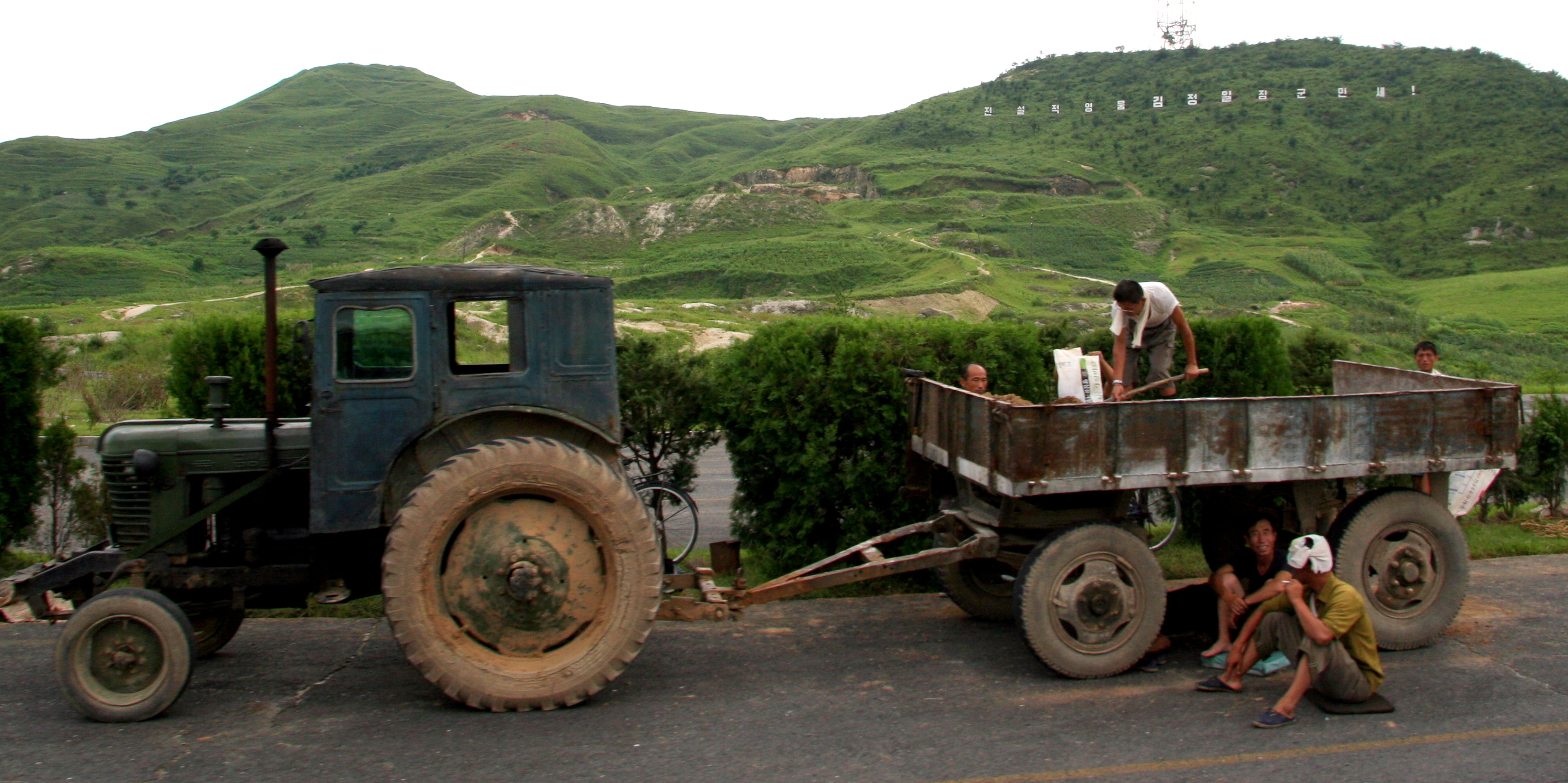
조선의 트랙터.

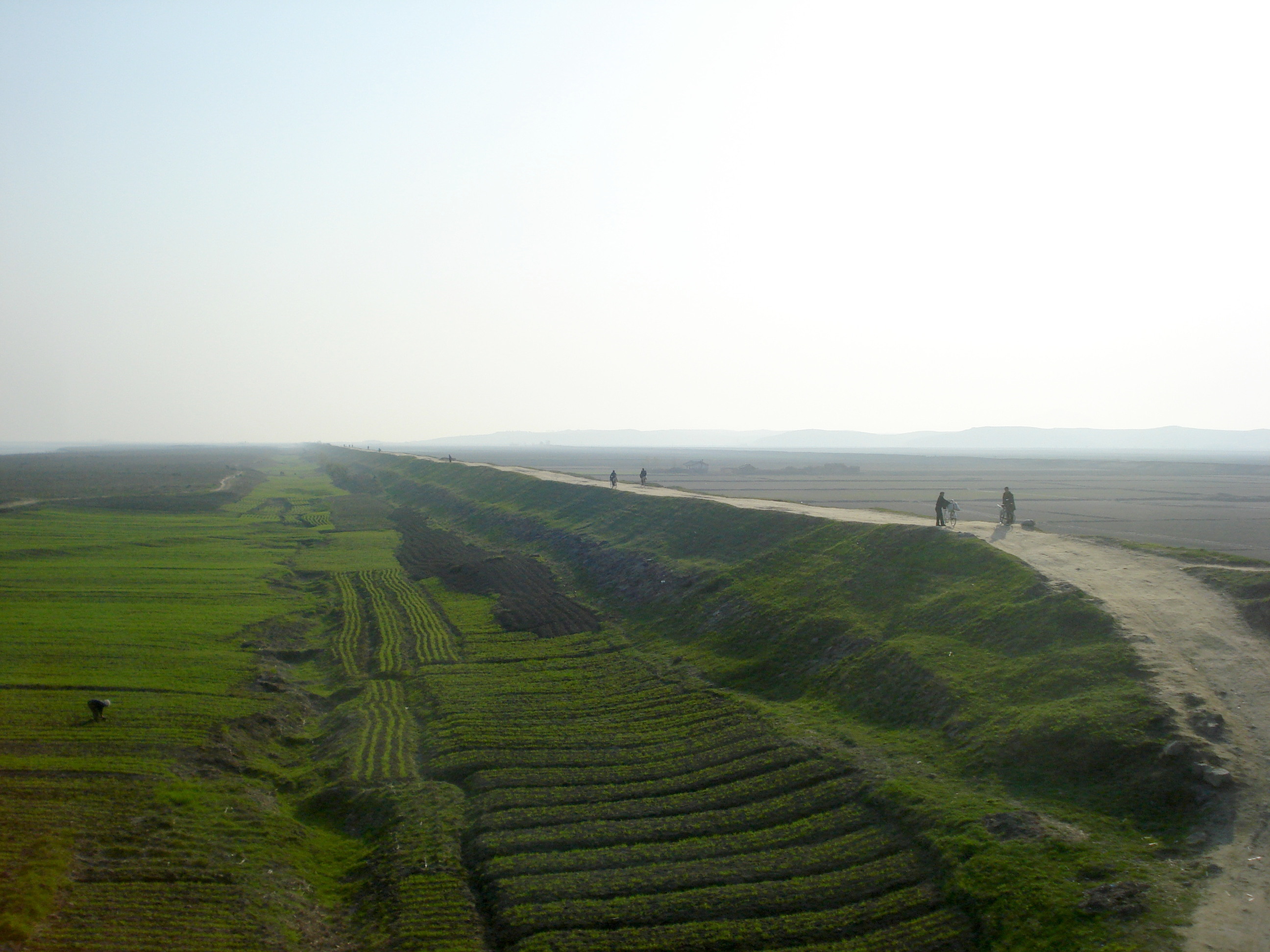
조선민주주의인민공화국에서 자라는 작물.

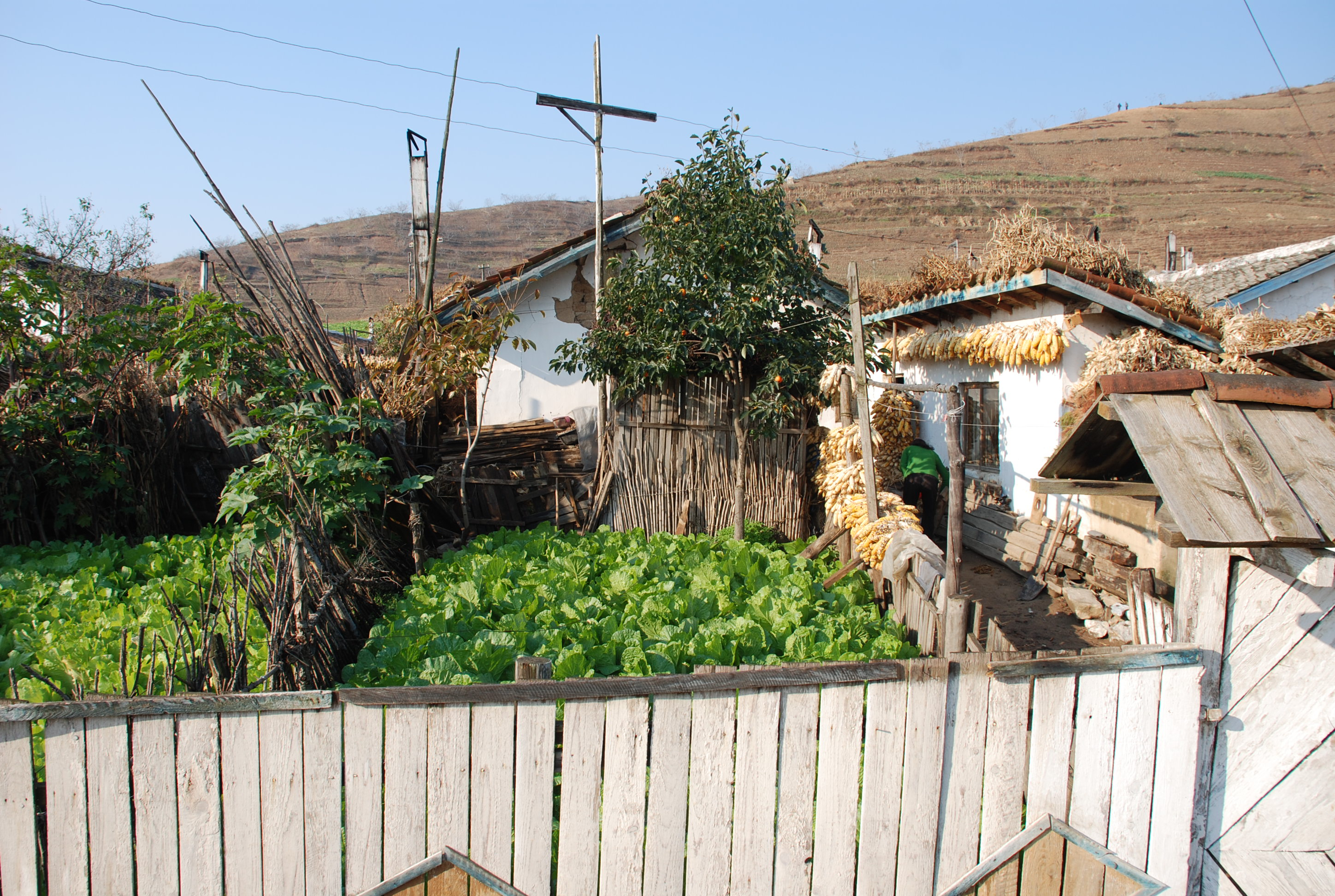
사람들의 집을 둘러싸고 있는 개인 정원에서 재배 된 음식.

조선민주주의인민공화국의 농업은 4대 서해안 지방의 평지에 집중되어 있으며, 더 긴 생장기, 평평한 땅, 충분한 강우량, 그리고 좋은 관개 토양이 가장 집중적인 농작물 재배를 가능하게 한다. 함경도와 강원도를 관통하는 좁은 토지가 있다.
자강도와 양강도의 내륙 지방은 너무 산지가 많고, 춥고, 건조해서 많은 농사를 지을 수 없다. 산은 조선 산림보호구역의 대부분을 차지하고 있으며, 주요 농업지역과 농업지역 사이의 구릉지대는 가축 방목과 과수 재배를 위한 토지를 제공하고 있다
주요 작물은 쌀과 감자이다. 2012년 조선 노동력의 23.4%가 농업에 종사했다.

## 농업 조건
조선의 희박한 농업 자원은 농업 생산을 제한한다. 기후, 지형, 토양 조건은 농사에 특별히 유리한 것은 아니며, 작물 수확 기간이 비교적 짧다. 전체 육지의 약 17%인 약 20,000km2만이 경작할 수 있으며, 그 중 14,000km2만이 곡식 재배에 적합하다.
날씨는 고도에 따라 확연히 달라지며, 강수량이 부족하고 불모의 토양도 있어 400m 이상의 고지대 토지는 방목 이외의 용도로는 적합하지 않다. 강수량은 지리적으로나 계절적으로 불규칙하며, 대부분의 지역에서 연간 강우량의 절반 정도가 여름 3개월에 발생한다. 이 패턴은 관개망과 홍수 방지망이 갖춰진 따뜻한 지역에서 논 벼 재배를 선호한다. 쌀 생산량은 헥타르당 5.3톤으로, 국제 규범에 가깝다.

## 농산물

### 쌀
쌀은 조선의 주요 농산물이다.

### 감자들
감자는 조선에서 중요한 식량원이 됐다. 1990년대 기근 이후 '감자 혁명'이 일어났다. 1998년에서 2008년 사이에 조선의 감자 재배 면적은 200,000ha로 4배 증가했으며 연간 1인당 소비량은 16KG에서 60KG로 (35 to 132lb) 증가했다.
감자는 2급 식품으로 여겨졌지만, 그러나 농촌에서는 쌀 대신 주요 주식이 되었다.

### 온실 제품
2014년 이래로 많은 온실들이 건설되었으며, 새로운 준 민간 무역업자들이 농부들과 협력하여 자금을 조달해 딸기 와 멜론 과 같은 부드러운 과일 을 재배하고 있다. 상인들은 도시의 장마당 시장에서 유통 및 판매를 주선한다.

### 가금류
2021년 기준으로 전국에 약 30개의 대형 양계장이 있다.

## 식품 유통 시스템
1950년대 이후, 대다수의 조선 사람들은 공공 배급 시스템을 통해 음식을 받았다. 공공 배급 시스템은 농업지역 농민들이 생산량의 일부를 정부에 넘긴 뒤 잉여분을 도시지역에 재할당하도록 하고 있어 자체적으로 식량을 재배할 수 없다. 도시 전체 인구를 포함한 조선 인구의 약 70%가 정부가 운영하는 이 시스템을 통해 식량을 공급받고 있다.
홍수 이전, 수급자는 일반적으로 하루에 600~700g, 고위 공무원, 군인, 중노동자, 공안은 700~800g으로 약간 더 많은 양을 배정 받았다.  2013년 기준, 목표 평균 1인당 곡류 공급량은 573g이었지만 나이, 직업, 배급품 수령 여부(예: 학교 급식)에 따라 다르다.
생산량 감소는 공공 유통 시스템을 통해 얻을 수 있는 음식의 양에 영향을 미쳤다. 조선 정부가 집단 농민에 대한 추가 제한을 가하면서 부족은 더욱 악화되었다. 공공 배급 시스템의 적용을 받아본 적이 없는 농부들이 정부로부터 매년 1인당 식량 할당량을 167kg에서 107kg으로 줄여야 할 때, 그들은 필요한 양의 곡물을 보류하는 것으로 대응했다. 기근 난민들은 정부가 1994년에 공공 배급량을 150그램으로 줄였고 1997년에는 30그램으로 줄였다고 보고했다.
공공 배급 시스템은 1998년 4월부터 8월(4~8월은 흉년이기도 하다.)식량을 공급하는 데 실패하였으며 1999년 3월부터 6월까지 식량을 제공하지 못했다. 1998년 1월, 조선 정부는 공공 배급 시스템이 더 이상 배급을 하지 않으니, 가구들은 어떻게든 식량을 자체적으로 조달해야 한다고 공개적으로 발표했다.  2005년까지 공공 배급 시스템은 가구에 절대적으로 필요한 최소 열량의 약 절반만 공급하고 있었다. 2008년에는 시스템이 크게 회복되었으며 2009년부터 2013년까지 1인당 일일  대부분의 기간 동안 하루 평균 400그램이었지만, 2011년을 지나며 5월부터 9월까지 하루 200그램으로 떨어졌다.
2000년대 초반에 조선에서 가정의 평균적인 수입의 약 80%를 조선에서 기술적으로 불법인 소규모 사업체에서 벌어들인 것으로 추정된다. 2002년과 2010년에 민간 시장이 점진적으로 합법화되었다. 2013년 기준으로 도시 및 농산물 시장은 10일 마다 열렸고, 대부분의 도시 거주자는 시장 2km 이내에 거주하였다. 시장은 식량을 얻는 데 점점 더 많은 역할을 하고 있기 때문이다.

## 농업 정책
자급자족은 여전히 조선 이데올로기의 중요한 기둥이기 때문에 식량 생산의 자급자족은 가치 있는 목표로 여겨진다. 도시와 농촌 생활 수준 사이의 "격차"를 줄이기 위한 정부 정책의 또 다른 목표는 농업 부문에 대한 지속적인 투자를 필요로 한다. 마지막으로, 대부분의 국가에서와 마찬가지로 식품의 공급 또는 가격의 변화는 아마도 일반 시민에게 가장 눈에 띄고 민감한 경제적 문제일 것이다.국가의 안정은 시장의 점진성에 달려있다. 시장의 점진성이 빠르지 않다면, 합리적인 가격에 식품들을 꾸준히 증진시키는 것이 좋을 것이다.. 1990년대 초반에는 심각한 식량 고갈이이 있었던 적이 있다.
농업 정책에 대한 가장 광범위한 진술은 농업 발전에 대한 정부의 관심을 강조하는 김일성의 1964년 《우리 나라의 사회주의 농업 문제에 관한 테제 》에 구현되어 있다. 김일성은 농촌의 기술 및 교육적 진보와 함께 소유 및 관리의 집단적 형태를 강조했다.

## 농업의 역사

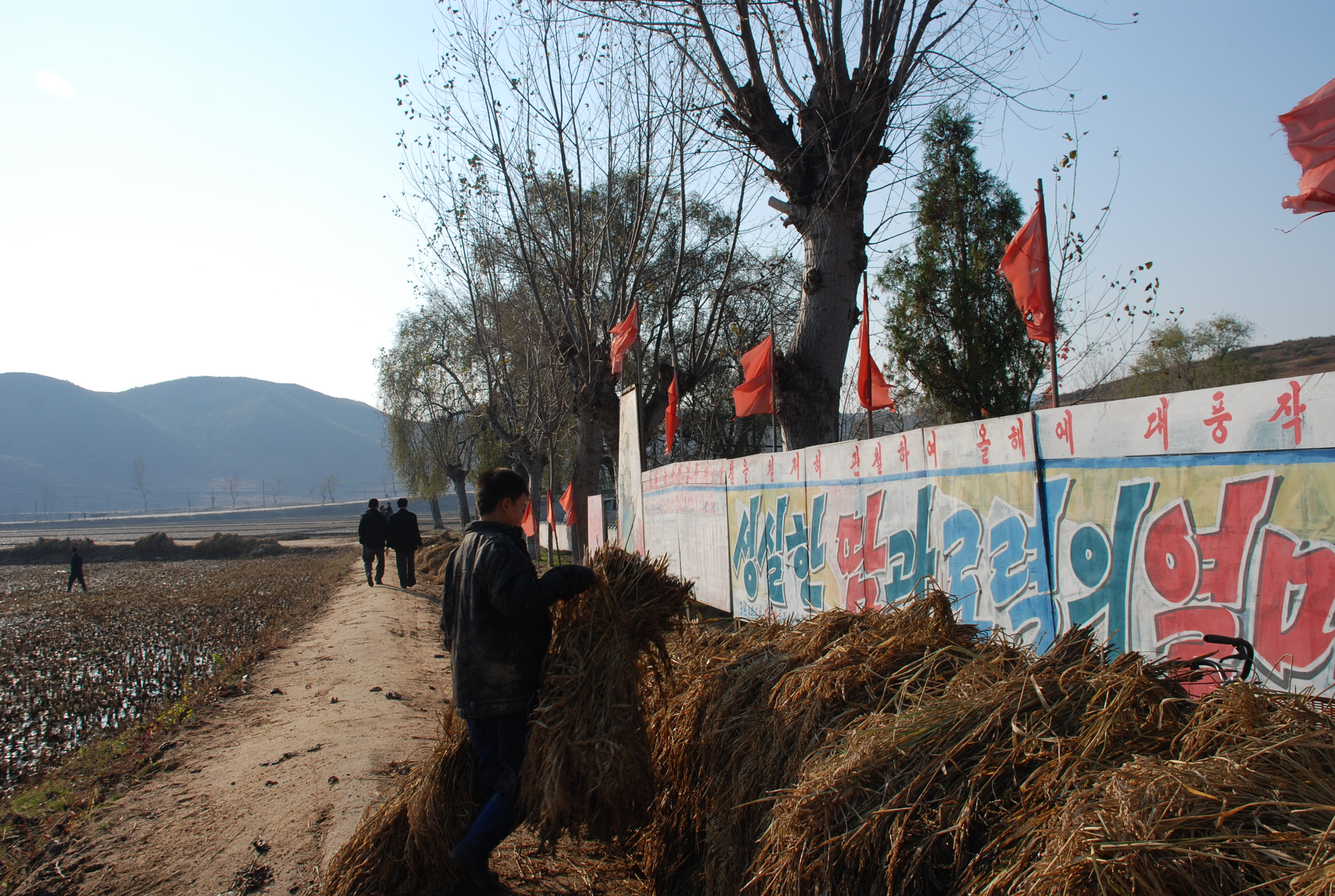
조선의 농업은 기계가 거의 보이지 않으며, 육체 노동에 의존한다. 추수철이 되면 학생들은 가을비가 내리기 전에 제때에 곡식을 가져오기 위해 도시에서 징집되는 경우가 많다.

산업화가 진행되면서 농업과 임업, 그리고 어업이 국가 총생산에서 차지하는 비중은 1945년과 1946년 각각 63.5%와 31.4%에서 1990년 26.8%로 최저치를 기록했다. 노동력에서 그들이 받아 갈 수 있는 몫도 1960년 57.6%에서 1989년 34.4%로 감소했다.
1990년대에 기계화 작업(관개용 물 펌핑 포함) 능력의 감소와 화학 물질 투입의 부족은 수확량 감소와 수확 및 수확 후 손실 증가에 명백히 기여했다.
1990년대 후반부터 농업 생산이 점진적으로 개선되어 2013년까지 조선은 주식인 쌀 자급자족에 근접했다. 특히 쌀 수확량은 꾸준히 개선되었지만, 반면 다른 작물의 수확량은 일반적으로 개선되지 않았다. 단백질을 섭취할 수 있는 식품의 생산은 여전히 불충분하다. 화학 비료에 대한 접근은 줄어들었지만 퇴비 및 기타 유기질 비료의 사용이 권장되어 지고 있다.

### 위기와 기근(1994–1998)
1994년부터 1998년까지 조선은 기근에 시달렸다. 1998년 이후 농업 생산이 점진적으로 회복되어 2013년까지 조선은 주식 자급률에 근접하게 되었다. 그러나 2013년 현재 대부분의 가정은 식품을 섭취하는 것이 매우 간당하거나, 열악하며, 단백질 섭취는 여전히 부족한 실정이다.
1990년대에 조선 경제는 침체되었고 이는 곳 위기로 바뀌었다. 소련과 중국의 경제적 지원은 경제 성장의 중요한 요소였다. 1991년 소련은 붕괴되었고 지원을 철회하고 수입품에 대한 경화 지불을 요구했다. 중국은 일부 지원을 제공하고 식량과 석유를 공급하기 위해 개입했으며 대부분이 값싼 가격으로 제공되는 것으로 알려졌다. 그러나 1994년 중국은 대북 수출을 중지했다. 조선의 경직된 정치 및 경제 체제는 변화하는 세계에 대한 준비가 제대로 되지 않은 상태로 만들었다. 따라서, 1990년대 들어 조선 경제는 위축되고 공업 생산이 감소하기 시작했다.
비료, 살충제, 관개용 전기를 포함한 산업에 투입 되는 물자가 부족하여 농업 생산량도 1990년대 중반, 조선에 일련의 자연 재해가 발생하기 부터 감소하기 시작했다. 이러한 지속적인 감소와 함께 1995년의 기록적인 홍수를 포함한 일련의 자연 재해와 결합되어 조선 역사상 최악의 경제 위기 중 하나를 일어났다. 이 위기의 다른 원인은 높은 국방비(GDP의 약 25%)와 정부의 잘못된 정치였다. 이 결과로 1992년과 1998년 사이에 조선 경제는 50% 위축되었으며, 수백 만(최대 300만 명)이 기아로 사망한 것으로 추정된다.
조선은 1993년 12월 농업, 경공업, 대외무역 등을 최우선으로 하는 3개년 이행 경제 정책을 발표했다. 비료 부족, 자연 재해, 열악한 저장 상태 및 운송 관행들로 인해 연간 백만 톤 이상의 곡물 자급 자족률이 부족하게 되었다. 더욱이 전력 생산을 위한 예비 부품과 오일을 구입할 외환이 부족하여 상당 수의 공장이 장기간 휴무 상태였다.
1990년대의 기근은 많은 스탈린주의 경제 제도를 마비 시켰다. 정부는 직접 생산과 기반시설 사업에 군대를 투입하는 김정일의 선군 정책을 추진했다. 정부의 경제 자립 정책의 결과 조선 경제는 세계 경제를 따라가지 못해 다른 나라들에 비해 점점 고립되어가고 있으며, 그들의 산업 발전과 구조는 전혀  국제적 경쟁력을 반영하지 못하고 있다.

### 식량 부족

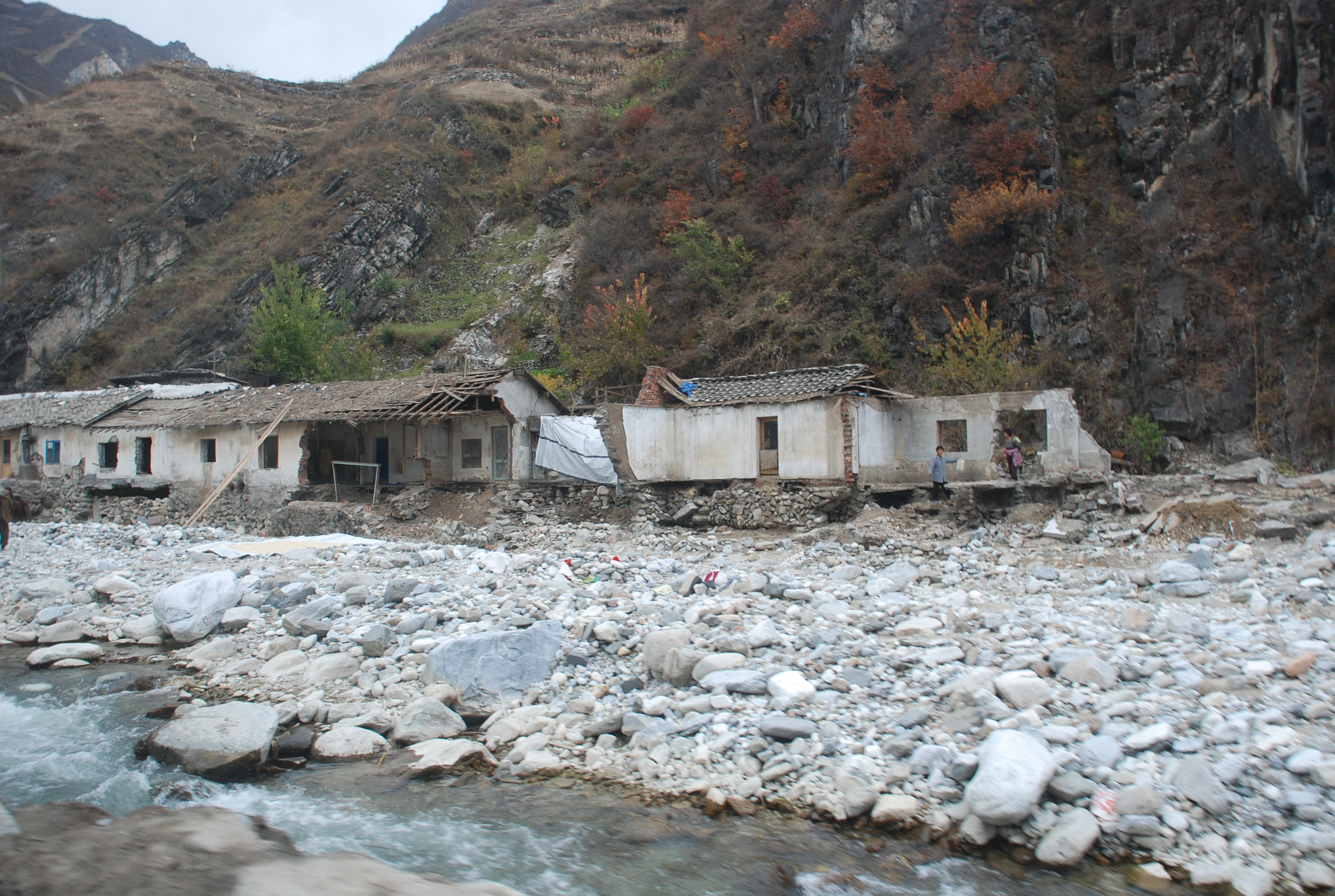
2012년 7월 홍수로 피해를 입은 함경남도 가옥

식량 부족은 엄청난 홍수와 정치적 실패와 국가의 빈약한 경작지가 혼합된 직접적인 결과로 발생했다. 2004년에는 인구의 절반 이상(57%)이 건강을 유지할 만한 충분한 음식이 없었다. 어린이들의 37%는 성장이 지연되었고 어머니들의 1/3은 심각한 영양실조였다.
2006년 세계식량계획(WFP)과 FAO는 조선의 국내 생산량이 380만 톤에 불과하여 530만~650만 톤의 곡물이 필요할 것으로 추정했다. 이 나라는 또한 농업을 위해 벌채된 산림이 토양 침식을 초래한 후 토지 황폐화 에 직면해있다. 가혹한 기상 조건으로 농산물 생산량이 감소하고(2011년 밀과 보리 생산량은 각각 50%와 80% 감소) 세계 식량 가격 의 상승은 식량 부족을 더욱 심화시켜 600만 명의 조선 주민들을 위험에 빠뜨렸다.
민간 물품 판매에 대한 의존도가 급격히 증가하고 국제 원조가 증가하면서 상황이 다소 개선되어 2014년 현재 대부분의 조선 주민들에게 영양 결핍이 더 이상 주요 관심사가 되지 않았다. 또한, 공공 배급 시스템은 여전히 계속되고 있다.
2016년 식량 생산량은 2015년 450만 톤에서 480만 톤으로 7% 증가했으며 북부는 남부보다 더 많은 식량을 생산했다. 2017년 생산량은 2% 감소한 470만 톤으로 추정된다. 2018년 식량 생산량은 더욱 감소하여 64만 천 톤의 식량 수입이 필요하며 작년과 비교하였을 때, 45만 6천 톤이 필요해졌고 조선은 39만 톤을 수입하고, 6만 6천 톤을 기부 받았다.

## 같이 보기
- 조선농업근로자동맹